# 演歌の花道
『演歌の花道』（えんかのはなみち）は、1978年10月1日から2000年9月24日までテレビ東京（開始当初は東京12チャンネル）系列他で放送されていた演歌専門の音楽番組である。放送時間は毎週日曜 22:00 - 22:30 (JST) 。当初はモノラル放送だったが、1981年から二重音声放送を実施（副音声ではカラオケを流していた）、1988年4月からはステレオ放送に移行した。
製作局のテレビ東京およびその系列局 (TXN) 各局へ向けては、大正製薬の一社提供で放送、テレビ東京系以外の局では、同時ネット局であってもスポンサー差し替えで放送された。また、BSアナログハイビジョン実用化試験放送でも放送されていたことがある。
本項では、2020年4月7日からBSテレ東にて放送を開始した『BS演歌の花道』（以下『BS版』と表記する場合あり）についても記述する。

## 概要
- 『にっぽんの歌』とともに「演歌のテレ東」のポジションを確立させた番組で、毎回季節やある観光地、作曲・作詞家など1つのテーマをドラマ形式で取り上げていき、それに関連した演歌の楽曲を来宮良子[注 2]の語りに乗せて、テーマに沿って設えたスタジオセットで演歌歌手が歌唱するというものだった。また、番組の最後にはバックバンドの前で出演者の持ち歌を披露していた。演歌歌手は毎回3 - 4人程度が出演していた。
- 来宮の｢浮世舞台の花道は　表もあれば裏もある　花と咲く身に歌あれば　咲かぬ花にも唄ひとつ…」から始まり「何故か身に染む　心歌」で締めるオープニングの台詞と、番宣CMの「嗚呼… 染みるねぇ…」のフレーズが定番であった。
- 映像のクオリティの高さから、番組で歌唱した映像がプロモーションビデオ代わりに使われることも多く、一部では「演歌版MTV」の異名を取るほどだった[2]。
- 22年間にわたって放送されたテレビ東京の看板番組だったが、2000年9月24日をもってレギュラー放送を終了した。
- 2014年4月6日よりBSジャパン（当時）で毎週日曜 17:30 - 18:00に『演歌の花道 傑作選』と称して過去のレギュラー放送から歌唱シーンを厳選して放送していた。
- 選曲は時には歌謡曲やバラードなど演歌以外の曲も登場する。[注 3]
- また、歌手自身やその歌手が生きていた場合でもその歌手に楽曲を提供した名作詞家や作曲家が死去したりした場合、更には武田鉄矢の昭和は輝いていたで歌手を特集した際は、過去に放送した当番組の映像がよく提供されている(但し、その際は当時の映像の歌詞にはデフォーカス処理がなされており、現代の歌詞表示に差し替えられていることが多い)。

### 特別番組版「演歌の花道」
- レギュラー放送終了後、2003年4月に特別番組として復活。2007年から2018年まで毎年1月3日に特別番組として放送されていた。このうち、2007年1月3日の放送では「新年会」と題し、タレントの中山秀征とテレビ東京アナウンサーの松丸友紀の司会でトークを交えた番組構成で行われた。さらに、2008年1月3日には「放送開始30周年記念」と題し、徳光和夫の司会で放送された。2009年以降は司会を設けず、レギュラー放送同様の構成で放送されている。
2012年以降の放送は地上波だけでなく、BSジャパン→BSテレビ東京でも1週間前後の遅れネットにより、地上波同様に大正製薬の一社提供で21時頃より字幕放送無しで放送。BSでの放送は地上波より放送時間が30分長く、2016年までは過去のレギュラー放送で流された映像を織り交ぜ、2017年は同局の番組『徳光和夫の名曲にっぽん』と連動する形で同番組の歴代司会者であるあさみちゆき、森恵、椎名佐千子が先人の歌手の曲を歌う演出を織り交ぜた構成でテレビ東京・BSジャパンの共同制作番組扱いとなる。2016年は1月2日に放送された。
- 2011年1月より歌謡ポップスチャンネルでレギュラー放送中。

### BS演歌の花道
- 2020年3月に同年4月7日[注 1]から、BSテレ東にて、毎週火曜19時00分～20時00分の60分枠番組として放送を開始することを公表[3]。かつてのように週一回のレギュラー放送である。
- 内容は往年の地上波放送時代の映像を流す『昭和平成の演歌の花道プレイバック』と、新規収録した映像（令和版）の二部構成となる。令和版もドラマ仕立てとなっていて、セットの中で歌唱する。最後は出演者の最新曲を披露するが、バンドは登場しない。
- 2021年3月28日には21時から22時54分まで『BS演歌の花道スペシャル』を放送、4月4日から毎週日曜よる21時からの55分間に放送時間を変更し、1978年から22年間レギュラー番組として日曜の夜に放送していた『演歌の花道』が、再び日曜の夜に帰ってくることになった。
- 直前に放送される映画枠「シネマクラッシュ」が放送時間を拡大するなどして、当番組が30分枠となることがしばしばある。この場合は完全な新規収録はなく、地上波時代の映像もしくは放送済の令和版だけで構成される場合もある。また、2022年より金曜17:56に、放送済の令和版が再放送されるようになった。

## オープニングテーマ
- 演歌の花道テーマ（作曲：荒木圭男）

## エピソード
- 大正製薬が本番組のスポンサーとなった背景には、根っからの演歌好きである同社オーナーの上原正吉の存在が大きく影響している。本番組の制作が決定したとき、上原は自らのカラオケ練習用に、番組収録で歌手が歌った際の録音テープを必ず1本コピーして送ってくれるように番組スタッフに頼んだという。また、上原は演歌の中でも特に端唄・小唄を好んだため、本番組においてもそれらを歌手に歌わせるようリクエストすることが多かったといい、ついには本番組とは別に『縁かいな』（1980年7月 - 1981年12月）という端唄・小唄専門番組を大正製薬の一社提供で制作させたほどであった。[4]
- 同じ時期にフジテレビ系列で放送していた『とんねるずのみなさんのおかげです』のコーナーに当番組をパロディ化した「演歌のあぜ道」があった。内容は木梨憲武が様々な演歌歌手を演じ、頭にタライを受けたり、セットの池に落ちるというものだった。演歌歌手の牧村三枝子がゲストとして出る回もあった。

## ネット局

### TXNネットワーク
- 東京12チャンネル→テレビ東京（制作局）
- テレビ北海道 - 1989年10月に開局するまでは北海道テレビで深夜に放送されていた。
- テレビ愛知
- テレビ大阪
- テレビせとうち - 1985年10月6日から。開局するまでは岡山放送や西日本放送でも放送されていた（後述）。
- TXN九州（現：TVQ九州放送） - 1991年4月に開局するまでは九州朝日放送やテレビ西日本の深夜に放送されていた。本放送終了から半年後に現社名に改称。

### TXNネットワーク以外
過去のネット局も含む。
- テレビ岩手
- 仙台放送 → ミヤギテレビ→東北放送
- 秋田テレビ
- 山形放送
- 福島テレビ - 日曜 23:00 - 23:30 （ローカルセールス枠）に放送[注 4]、23:30－0:00の時間帯で放送していた時期もある。
- 新潟放送
- 長野放送 - 木曜 1:05 - 1:35（ローカルセールス枠）に放送[5]。
- テレビ静岡、静岡第一テレビ - 静岡県では左記の2局でネット歴があるが放送期間は不明。
- 富山テレビ
- 北陸放送
- 岐阜放送
- 三重テレビ
- びわ湖放送
- 京都放送
- サンテレビ
- 奈良テレビ
- テレビ和歌山
- 山陰中央テレビ - 日曜23:00 - 23:30に放送。「やっぱり猫が好き」開始で打ち切り、以下「子供、ほしいね」などサンスター提供枠をネット。
- 岡山放送 - 1980年4月6日から。日曜23:00 - 23:30に放送。
- 西日本放送 - 1985年3月31日まで。終了時点では日曜0:25 - 0:55に放送。
- 中国放送
- 南海放送
- サガテレビ - 日曜 23:00 - 23:30 （ローカルセールス枠）に放送[注 4]。
- テレビ長崎
- 熊本放送
- 鹿児島テレビ - 日曜 23:00 - 23:30 （ローカルセールス枠）に放送[注 4]。
- 沖縄テレビ

## スタッフ

### BS演歌の花道
- 技術：池田浩之(テクノマックス)
- 映像：持塚浩司(テクノマックス)
- 撮影：藤本茂樹(テクノマックス)
- 照明：高柴圭一(テレビ東京アート)
- 音声：久保田優(テレビ東京)

### 2018年1月3日放送分
- 語り：杉本るみ
- 題字：矢萩春恵
- 題画：田辺尚志
- 音楽：荒木圭男
- 編曲：義野裕明
- 音効：木村俊之（2013年 - ）
- 美術：小野清菜（小野→一時離脱→復帰）、仙田拓也（仙田→2017年 - ）
- 編集：福島兼広（2017年 - 、2012年も担当）
- MA：大前智浩
- 協力：テクノマックス、テレビ東京アート
- 演出補：植田郁子（2018年）
- 構成・演出：牛原隆一（2017年 - 、2013年は演出、2015年はプロデューサー→一時離脱）
- プロデューサー：宮川幸二（2016年 - 、一時離脱→復帰）
- チーフプロデューサー：髙野学（2018年）
- 製作著作：テレビ東京

### 過去のスタッフ（復活版）
- 語り：来宮良子
- 書：鴨山友絵（2013年 - ）
- 監修：曽我部博士（2016年、2015年は構成）、青島利幸（2017年、2016年は構成）
- 構成：安延拓美（2012年）、松原史明
- 技術：田中圭介（2012年）
- カメラ→撮影：菊池裕介（2013 - 2017年）
- 映像：水野暁夫（2012年）、小出一貴（小出→2015年）、中山祐（中山→2016年）、佐久間元貴（2017年）
- 音声：西山恵美子（2012年）
- 音効：大柴恵一郎（2012年）
- 美術：齋藤宗志（齋藤→2015年）、野本和広、岡野真由子（岡野→2016年）
- 編集：土屋初枝（aai・2013 - 2016年）
- TK：江上亜樹子（2012年）
- ロケ技術：きさくや（2012年）
- 写真協力：プチたび（2012年）
- 協力：テレビ東京制作（2017年）
- バンド：田中彰とサウンド・ビクトリー（2016年）
- ディレクター：祖父江里奈（祖父江→2015 - 2017年、2016年まで演出）、渡邊麗（2017年）
- 演出：星俊一（2012年）、柴幸伸（2015 - 2016年）
- チーフプロデューサー：大原潤三、関光晴（関→2015 - 2016年）、縄谷太郎（縄谷→2017年）

### 過去のスタッフ（レギュラー版）
- 演奏：豊岡豊とスイング・フェイス、佐藤友彦とニューシャープス、佐藤友彦とシュガーフレンズ、チャーリー石黒と東京パンチョス、ジュエルストリングス、松本文男とミュージックメーカーズ、岡宏とクリア・トーンズ、ニューブリード、フラワーアンサンブル
- コーラス：スイングルキャッツ
- 編曲：小町昭
- 技術：渡辺進、野沢靖季、小倉信夫
- 映像：関根敬二、田口文明、本堂晧二、小川大策、穂積正蔵、金森美樹、小森和一
- カメラ：犬飼正、小倉信夫、見辺信一
- 音声：芝本孝幸、松下敏男、板垣忠利
- 照明：橋本誠、紅林寛二
- 美術：田辺尚志
- 美術進行：斉藤幸雄、森本士朗
- デザイン：三浦良文、田辺尚志
- 効果：今井敏夫
- 編集：東通ビデオセンター、山田斉
- プロデューサー：高橋康久、宮川鉱一、金子明雄、越前勉、倉持輝男、渡辺つとむ
- 演出：越前勉、大島信彦、橋山厚志

## CD
コロムビアミュージックエンタテインメント（現・日本コロムビア、以下同様）より通販専用CDボックスセットとして発売
1. 「演歌の花道」 - 2009年12月発売
2. 「演歌の花道 第二章」 - 2010年11月発売。

## 映像ソフト

### ビデオソフト
過去によく出演した歌手の番組についてはビデオソフトとして販売されているが、歌手の版権上、所属する音楽ソフト会社ごとでの発売となった。

### DVD
- 演歌の花道/美空ひばり - 2002年に日本コロムビアから発売、全21曲を収録。
- 『演歌の花道 DVD-BOX』 - 2013年12月18日、テレビ東京開局50周年記念企画として発売された。テレビ東京の映像アーカイブからそのテーマごとに厳選された全8巻・全151曲・全63組の歌手の出演当時の貴重な映像を初めて映像ソフト（DVD-BOX）化するものだった（販売・発売元：「演歌の花道」DVD製作委員会 演歌の花道プロジェクト2013）。テレビ東京・ローソン・ミニストップ・HMVで限定先行販売された[6]。美空ひばりについては前記の単品DVDがあるため未収録。
  1. 「春…夏…」
  2. 「秋…冬…」
  3. 「港まち…」
  4. 「愛…」
  5. 「恋…」
  6. 「酒…絆…」
  7. 「旅路…」
  8. 「男…女…」